# Bill Bright
William R. (Bill) Bright (Coweta (Oklahoma), 19 oktober 1921 – Orlando (Florida), 19 juli 2003) was een Amerikaanse evangelist en schrijver. Hij was oprichter van Campus Crusade for Christ.

## Levensloop
Bright studeerde economie aan de Northeastern State University in Oklahoma. Nadat hij zijn studie had afgerond verhuisde hij naar Los Angeles en richtte daar zijn eigen confectiebedrijf op. In zijn geboorteplaats Coweta leerde Bright zijn vrouw Vonette Zachary kennen. Zij nam zich voor pas met hem te trouwen als ze hem van het religieus fanatisme had afgebracht, maar in werkelijkheid kwam ze zelf tot geloof. In 1949 trouwde hij met haar. Samen kregen zij twee kinderen.
Zelf had Bright een niet-christelijke achtergrond. In 1944 bezocht hij een presbyteriaanse kerk en bekeerde zich tot het christelijk geloof. Hij ging theologie studeren aan Fuller Theological Seminary en de Princeton-universiteit. Tijdens zijn studie aan Fuller werd Bright zich steeds meer bewust van de Grote Opdracht en de noodzaak deze uit te voeren. Hij richtte de organisatie Campus Crusade for Christ en begon van daaruit onder studenten te werken onder studenten van de Universiteit van Californië in Los Angeles. De organisatie breidde zich snel uit binnen de Verenigde Staten, en vanaf het einde van de jaren vijftig ook buiten de VS. Inmiddels is Campus Crusade for Christ werkzaam in 191 landen en heeft 26.000 medewerkers in dienst. Daarmee is het de grootste christelijke zendingsorganisatie. Naast studenten richt zij zich ook op andere groepen in de samenleving, zoals kinderen, families, politici, militairen en atleten. 
In 1956 schreef Bright het boekje De Vier Geestelijke Wetten (Engels: The Four Spiritual Laws). Het geschrift gaf richtlijnen hoe mensen een persoonlijke relatie met Jezus zouden kunnen ontwikkelen. Het boekje werd in meer dan 200 talen vertaald, en volgens de organisatie zelf werden er meer dan 2,5 miljard exemplaren van verspreid. De wetten zijn:
1. God heeft je lief en heeft een plan met je leven.
2. Doordat de mens zondig is, is hij van God gescheiden. Daardoor kan hij Gods liefde niet ervaren.
3. Gods enige oplossing voor dit probleem is zijn zoon, Jezus, die de schuld voor de zonde op zich heeft genomen.
4. Iedereen moet dit geschenk van God aanvaarden om de liefde van God te kunnen ervaren en zijn plan te kennen.

Campus Crusade for Christ organiseerde in 1972 in Dallas de EXPLO’72. Dit was een christelijk evenement voor jongeren dat een week duurde. Er kwamen 85.000 jongeren op af en het evenement kwam bekend te staan als het christelijke Woodstock. De EXPLO’74 werd in Zuid-Korea georganiseerd en trok 1,5 miljoen mensen. Zes jaar later kwamen op de Here’s Life Korea World Evangelism Crusade 2 tot 3 miljoen mensen af.
Bright was in 1979 initiatiefnemer van de Jesus-film, gebaseerd op het Evangelie naar Lucas. Deze film gaat over het leven van Jezus en werd breed getoond en gedistribueerd door de organisatie. De film werd in meer dan 950 talen vertaald en werd door miljoenen mensen bekeken. 
Verder redigeerde en/of schreef Bright meer dan honderd boeken, waaronder de geschiedenis van zijn organisatie: Come help change the world. Hij verscheen veel in de media en sprak regelmatig op grote christelijke samenkomsten en conferenties. Ook had Bright een grote invloed op de hernieuwde aandacht voor gebed en vasten binnen de evangelicale beweging. In 2001 wees hij de evangelist Steve Douglass, met wie hij lange tijd samenwerkte, aan als zijn opvolger. 
In 1994 was hij nog mede-oprichter van de Alliance Defense Fund, een organisatie die zich in de Verenigde Staten inzet voor de vrijheid van religie naar het Eerste Amendement van de Amerikaanse grondwet. In 2002 ondertekende hij de Land Letter, een document waarin een theologische onderbouwing werd gegeven waarmee de inval in Irak werd gerechtvaardigd. 
Bright kreeg van verschillende kanten waardering voor zijn werk. In totaal ontving hij vijf ere-doctoraten. In 1996 ontving hij de prestigieuze Templetonprijs.
- Bibsys: 90901580
- Bibliothèque nationale de France: cb118940297 (data)
- Gemeinsame Normdatei: 129565806
- International Standard Name Identifier: 0000 0001 2138 5913
- Library of Congress Control Number: n81042163
- Nationale Bibliotheek van Letland: 000030534
- Nationale Bibliotheek van Israël: 987007456353405171
- Nationale Bibliotheek van Polen: a0000001149770
- Nederlandse Thesaurus van Auteursnamen: 11466062X
- Système universitaire de documentation: 026752867
- Virtual International Authority File: 71387988
- WorldCat: E39PBJbGRQXd7y6vvVkhqx6tKd